# Estate 1993
Estate 1993 (Estiu 1993) è un film del 2017 diretto da Carla Simón.

## Riconoscimenti
- Festival internazionale del cinema di Berlino 2017
  - Miglior opera prima[1]